# Lewedorp
Lewedorp (51° 30′ N, 3° 45′ L) é uma cidade dos Países Baixos, na província de Zelândia. Lewedorp pertence ao município de Borsele, e está situada a 9 km, a leste de Middelburg.
Em 2001, a cidade de Lewedorp tinha 1260 habitantes. A área urbana da cidade é de 0.33 km², e tem 530 residências. 
A área de Lewedorp, que também inclui as partes periféricas da cidade, bem como a zona rural circundante, tem uma população estimada em 1720 habitantes.